# Pierre Dac
Pierre Dac, nascido André Isaac (Châlons-sur-Marne, 15 de agosto de 1893 - Paris, 9 de fevereiro de 1975) foi um humorista e comediante francês. Durante a Segunda Guerra mundial, foi membro da Resistência Francesa contra a ocupação nazista e uma das vozes da Radio Londres.